# Tung Tung Tung Sahur

Tun tun tun sahur bombardilo crocodilo tripi tropi tropatripa valerian capuchina

Tung Tung Tung Tung Tung Sahur es uno de los personajes principales del brainrot italiano, de origen indonesio que fue generado por inteligencia artificial y surgió a finales de febrero de 2025 en TikTok, siendo uno de los primeros personajes del fenómeno.   Es un tronco de madera animado antropomórfico sosteniendo un bate de béisbol.

## Propagación
Tras la publicación del primer video, Tung Tung Tung Sahur se difundió rápidamente, especialmente en TikTok, y muchos usuarios crearon videos y parodias relacionados.  En particular, la apariencia de un bate de béisbol y el ritmo único de la canción atrajeron la atención, y aparecieron muchas variaciones .

## Etimología
El nombre de este personaje viene de 3 palabras "tung", una onomatopeya que imita el sonido de un tambor en indonesio, y "sahur", que es la comida que se toma antes del amanecer, antes del inicio del ayuno diario durante Ramadán.

## Juegos
Debido a su popularidad, han surgido juegos de terror similares.  Por ejemplo, "Tung Tung Game" está disponible para descargar en PC con Windows y en una versión de navegador, donde el jugador debe recolectar toneles de oro sin ser atrapado por estos. También existen mods y complementos de Tung Tung Tung Sahur para Minecraft.
También aparece en algunos otros juegos, en Free fire como skin exclusiva, y como mascota comprable en Roba un Brainrot, un juego estilo tycoon en Roblox.

## Mercancías
También se venden artículos relacionados, como figuritas, llaveros y peluches. Estos productos están disponibles en tiendas online como Amazon o Temu y en otros lugares.